# کتی فرگوسن
کتی فرگوسن (انگلیسی: Cathy Ferguson زادهٔ ۱ ژوئیهٔ ۱۹۴۸) شناگر اهل ایالات متحده آمریکا است.